# Esa Jokinen
Esa Antero Jokinen (Kuusankoski, 19 de fevereiro de 1958) é um atleta finlandês aposentado de decatlo que participou dos Jogos Olímpicos de Verão de 1980.